# Seznam medailistů na mistrovství světa – chůze na 20 km
Chůze na 20 kilometrů patří v kategorii mužů do programu mistrovství světa od prvního ročníku v roce 1983. Ženy tuto trať poprvé absolvovaly na světovém šampionátu v roce 1999, v letech 1987 až 1997 šlo o poloviční trať.

## Rekordmani mistrovství světa v atletice

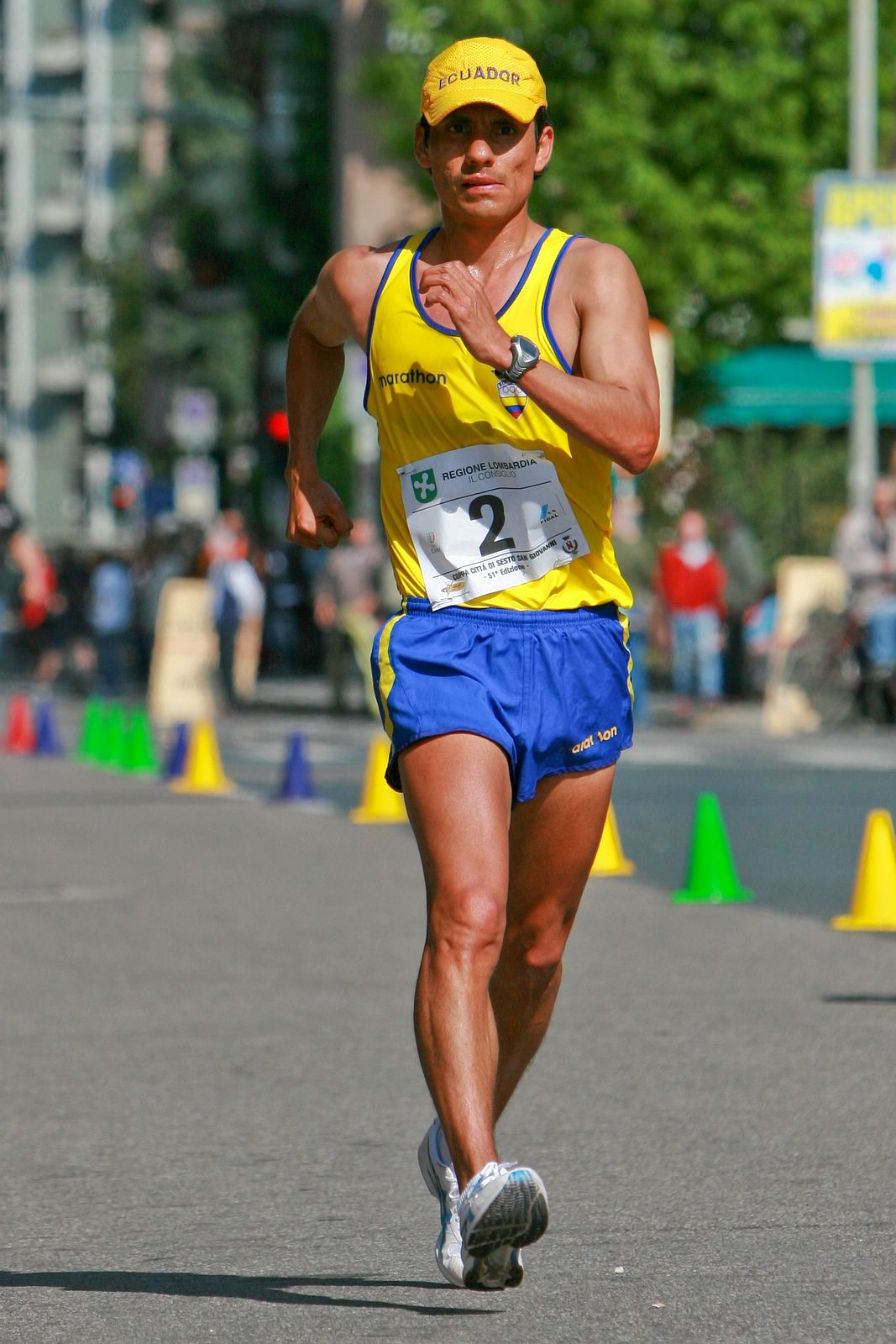
Muži -  Jefferson Pérez
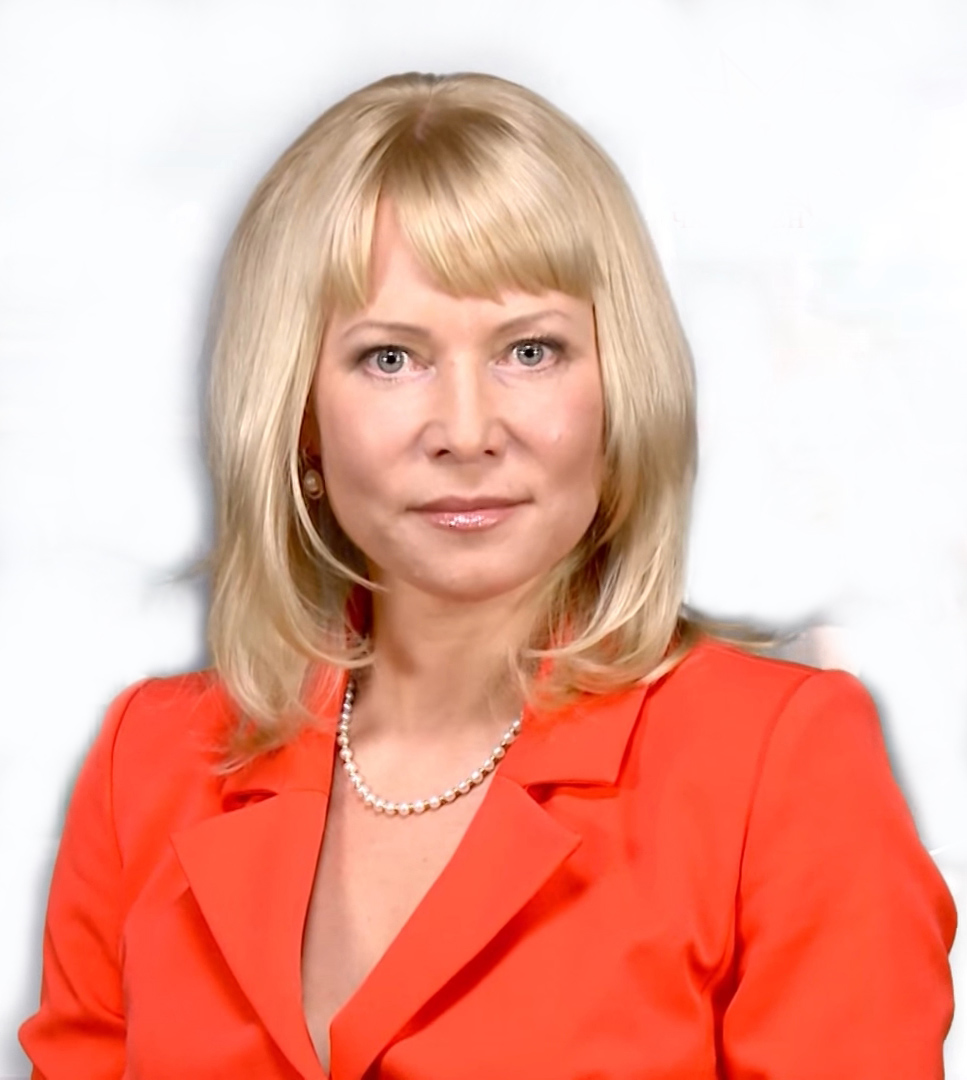
Ženy -  Olimpiada Ivanovová

### Muži
| Rok     | Místo     | Zlato               | Výkon vítěze  | Stříbro                    | Bronz               |
| ------- | --------- | ------------------- | ------------- | -------------------------- | ------------------- |
| MS 1983 | Helsinky  | Ernesto Canto       | 1:20:49       | Jozef Pribilinec           | Jevgenij Jevsjukov  |
| MS 1987 | Řím       | Maurizio Damilano   | 1:20:45       | Jozef Pribilinec           | José Marín          |
| MS 1991 | Tokio     | Maurizio Damilano   | 1:19:37       | Michail Ščennikov          | Jevgenij Misjulja   |
| MS 1993 | Stuttgart | Valentí Massana     | 1:22:31       | Giovanni De Benedictis     | Daniel Plaza        |
| MS 1995 | Göteborg  | Michele Didoni      | 1:19:59       | Valentí Massana            | Jevgenij Misjulja   |
| MS 1997 | Athény    | Daniel García       | 1:21:43       | Michail Ščennikov          | Michail Chmelnickij |
| MS 1999 | Sevilla   | Ilja Markov         | 1:23:34       | Jefferson Pérez            | Daniel García       |
| MS 2001 | Edmonton  | Roman Rasskazov     | 1:20:31       | Ilja Markov                | Viktor Burajev      |
| MS 2003 | Paříž     | Jefferson Pérez     | 1:17:21 – RMS | Francisco Javier Fernández | Roman Rasskazov     |
| MS 2005 | Helsinky  | Jefferson Pérez     | 1:18:35       | Francisco Javier Fernández | Juan Manuel Molina  |
| MS 2007 | Ósaka     | Jefferson Pérez     | 1:22:20,2     | Francisco Javier Fernández | Hatem Ghoula        |
| MS 2009 | Berlín    | Wang Chao           | 1:19,06       | Eder Sanchez               | Giorgio Rubino      |
| MS 2011 | Tegu      | Luis Fernando López | 1:20:38       | Wang Čen                   | Kim Hyun-sub        |
| MS 2013 | Moskva    | Čchen Ting          | 1:21:09       | Miguel Ángel López         | João Vieira         |
| MS 2015 | Peking    | Miguel Ángel López  | 1:19:14       | Wang Čen                   | Benjamin Thorne     |
| MS 2017 | Londýn    | Éider Arévalo       | 1:18:53       | Sergej Širobokov           | Caio Bonfim         |
| MS 2019 | Dauhá     | Tošikazu Jamaniši   | 1:26:34       | Vasilij Mizinov            | Perseus Karlström   |
| MS 2022 | Eugene    | Tošikazu Jamaniši   | 1:19:07       | Koki Ikeda                 | Perseus Karlström   |
| MS 2023 | Budapešť  | Álvaro Martín       | 1:17:32       | Perseus Karlström          | Caio Bonfim         |

### Ženy
Chůze na 10 km - od roku 1987 do roku 1997 , pak chůze na 20 km

| Rok     | Místo     | Zlato              | Výkon vítěze | Stříbro               | Bronz               |
| ------- | --------- | ------------------ | ------------ | --------------------- | ------------------- |
| MS 1987 | Řím       | Irina Strachovová  | 44:12        | Kerry Saxbyová        | Yan Hong            |
| MS 1991 | Tokio     | Alina Ivanovová    | 42:57        | Madelein Svensson     | Sari Essayahová     |
| MS 1993 | Stuttgart | Sari Essayahová    | 42:59        | Ileana Salvadorová    | Encarna Granados    |
| MS 1995 | Göteborg  | Irina Stankinová   | 42:13 – RMS  | Elisabetta Perroneová | Jelena Nikolajevová |
| MS 1997 | Athény    | Annarita Sidotiová | 42:55,49     | Olga Kardopolcevová   | Valentina Cybulská  |

Ženy - Chůze na 20 km - od roku 1999

| Rok     | Místo    | Zlato               | Výkon vítěze  | Stříbro                     | Bronz                 |
| ------- | -------- | ------------------- | ------------- | --------------------------- | --------------------- |
| MS 1999 | Sevilla  | Liou Chung-jü       | 1:30:50       | Wang Jen                    | Kerry Saxbyová        |
| MS 2001 | Edmonton | Olimpiada Ivanovová | 1:27:48       | Valentina Cybulská          | Elisabetta Perroneová |
| MS 2003 | Paříž    | Jelena Nikolajevová | 1:26:52       | Gillian O'Sullivanová       | Valentina Cybulská    |
| MS 2005 | Helsinky | Olimpiada Ivanovová | 1:25:41 – RMS | Ryta Turavová               | Susana Feitorová      |
| MS 2007 | Ósaka    | Olga Kaniskinová    | 1:30:09       | Taťána Šemjakinová          | María Vascová         |
| MS 2009 | Berlín   | Olive Loughnane     | 1:28:58       | Liou Chung                  | Anisja Kirďapkinová   |
| MS 2011 | Tegu     | Liou Chung          | 1:30:00       | Anisja Kirďapkinová         | Elisa Rigaudová       |
| MS 2013 | Moskva   | Jelena Lašmanovová  | 1:27:09       | Anisja Kirďapkinová         | Liou Chung            |
| MS 2015 | Peking   | Liou Chung          | 1:27:45       | Lü Siou-č’                  | Ljudmyla Oljanovská   |
| MS 2017 | Londýn   | Jang Ťia-jü         | 1:26:18       | María Guadalupe Gonzálezová | Antonella Palmisanová |
| MS 2019 | Dauhá    | Liou Chung          | 1:32:53       | Qieyang Shijie              | Yang Liujing          |
| MS 2022 | Eugene   | Kimberly Garcíaová  | 1:26:58       | Katarzyna Zdziebło          | Qieyang Shijie        |
| MS 2023 | Budapešť | María Pérez García  | 1:26:51       | Jemima Montagová            | Antonella Palmisanová |